# Fort Hall
Fort Hall – jednostka osadnicza w Stanach Zjednoczonych, w stanie Idaho, w hrabstwie Bannock.